# Annette Warner
Pour les articles homonymes, voir Warner.
Annette Warner (née Imhausen le 12 juin 1970) est une historienne des mathématiques et mathématicienne allemande, connue pour ses travaux sur les mathématiques dans l'Égypte antique. Elle est professeure au groupe d'excellence sur les ordres normatifs de l'Université Johann Wolfgang Goethe de Francfort-sur-le-Main.

## Formation et carrière
Imhausen a étudié les mathématiques, la chimie et l'égyptologie à l'Université Johannes Gutenberg de Mayence, passant l'examen d'état en 1996. Elle a poursuivi ses études en égyptologie et en assyriologie à l'Université libre de Berlin. Elle a terminé son doctorat en histoire des mathématiques à Mayence en 2002 sous la supervision conjointe de David E. Rowe et James Ritter. 
Elle a été boursière à l'Institut Dibner d'histoire des sciences et de la technologie (Cambridge, MA) avant de recevoir une bourse de recherche junior à l'Université de Cambridge de 2003 à 2006. Elle est revenue à Mayence en tant que professeure assistante de 2006 à 2008. et est devenue professeure à Francfort en 2009.

## Contributions
Imhausen est présente dans la série télévisée The Story of Maths de la BBC. 
Sa thèse, Ägyptische Algorithmenn. Eine Untersuchung zu den mittelägyptischen mathematischen Aufgabentexten a été publiée par Harrassowitz Verlag en 2002 (Ägyptologische Abhandlungen, vol. 65),. Elle est également l'auteure de Mathematics in Ancient Egypt: A Contextual History (Princeton University Press, 2016).

## Publications (sous son nom de naissance Annette Imhausen)
- avec John Steele (éd.): Under One Sky: Astronomy and Mathematics in the Ancient Near East. (=Proceedings Conference British Museum. Juin 2001). Münster 2002 (contribution d'Annette Imhausen: The algorithmic structure of the egyptian mathematical problem texts. p 147).
- Ägyptische Algorithmen. Eine Untersuchung zu den mittelägyptischen mathematischen Aufgabentexten. (= Ägyptologische Abhandlungen. vol 65). Harrassowitz, Wiesbaden 2003. (thèse)
- Ancient Egyptian Mathematics: New Perspectives on Old Sources. In: Mathematical Intelligencer. vol 28, 2006, n° 1, pp 19–27.
- Egyptian Mathematics. In: Victor Katz (Hrsg.): The Mathematics of Egypt, Mesopotamia, China, India and Islam- a sourcebook. Princeton University Press, Princeton 2007.
- Traditions and myths in the historiography of egyptian mathematics. In: Eleanor Robson, Jacqueline Stedall (éd.): The Oxford Handbook of the History of Mathematics. Oxford University Press, Oxford 2009, pp 781–800.